# Porażenie nerwu bloczkowego
Porażenie nerwu bloczkowego – uszkodzenie nerwu bloczkowego (IV nerwu czaszkowego) powodujące osłabienie unerwianego przez ten nerw mięśnia skośnego górnego. Jako objaw izolowany występuje bardzo rzadko, najczęściej razem z uszkodzeniem nerwu VI lub III.
Objawia się:
- pionową i skośną diplopią przy patrzeniu w dół i przyśrodkowo,
- łagodną rotacją gałki ocznej do wewnątrz i ku górze[1].

Pacjent przechyla głowę w stronę przeciwną do porażenia kompensując podwójne widzenie. Objawy nasilają się np. przy schodzeniu po schodach albo czytaniu książki.
Najczęstsze przyczyny to:
- demielinizacja
- udar niedokrwienny
- guz
- przerzuty[1].